# 多明戈佩雷斯
多明戈佩雷斯，是西班牙卡斯蒂利亚-拉曼恰托莱多省的一个市镇。总面积13平方公里，总人口470人（2001年），人口密度36人/平方公里。